# Calendrier de l'Avent nordique
Un calendrier de l'Avent nordique (danois : julekalender, suédois : julkalender, norvégien : julekalender, finnois : joulukalenteri, islandais : jóladagatal, féroïen : jólakalendari) est un calendrier de l'Avent sous forme de série télévisée diffusé dans les Pays nordiques. Chaque série se compose de 24 épisodes diffusés quotidiennement à partir du 1er décembre et se terminant la veille de Noël.
Ce principe a d'abord été introduit à la radio en 1957 en Suède avec la série radiophonique Barnens adventskalender. Le tout premier calendrier de l'Avent télévisuel est la série Titteliture (sv) diffusée en 1960 en Suède. La première série de ce type diffusée au Danemark était Historier fra hele verden (da) en 1962. Cette forme s'est progressivement étendue aux autres pays nordiques, comme la Norvège, la Finlande et l'Islande.
La plupart des calendriers de l'Avent télévisuels sont destinés aux enfants, ou plus largement un public familial. De nombreuses séries comme Jul i Skomakergata (no) (Norvège, 1979) et Á baðkari til Betlehem (en) (Islande, 1990), sont devenues des classiques dans leurs pays respectifs.
Les calendriers de l'Avent présentent très souvent des « tomtes » ou « nisses », et parfois la figure du Père Noël.